# Henryk Lukrec
Henryk Lukrec (ur. 28 września 1884 w Warszawie, zm. 14 marca 1952 tamże) – polski dziennikarz, działacz społeczny i polityk, poseł na Sejm Ustawodawczy RP (1947–1952).

## Życiorys
W szkole średniej należał do tajnego kółka politycznego pod znakiem PPS i był współpracownikiem pisemka uczniowskiego. Później prowadził takie kółka uczniowskie w kilku gimnazjach. Dwukrotnie pod zaborem rosyjskim był więziony w Cytadeli Warszawskiej. Kształcił się na studiach w Szwajcarii i Francji (nauki społeczne i filozofia). Szlify dziennikarskie zdobywał w liberalnym „Głosie”. Po śmierci przyjaciela i mistrza Jana Władysława Dawida objął redakcję pisma. W 1908 podjął współpracę z pismem „Społeczeństwo”, którego od 1910 pozostawał redaktorem naczelnym. Był zaangażowany w działalność masonerii. Od 1931 do 1935 zatrudniony jako stały prelegent w Polskim Radio. W 1936 znalazł się wśród członków warszawskiego Klubu Demokratycznego. W tym samym roku stanął na czele redakcji pisma KD „Epoka” (do 1939). 
W 1939 walczył w obronie Warszawy. W czasie okupacji niemieckiej zasiadał w Zarządzie Stronnictwa Polskiej Demokracji. Był redaktorem „Głosu Demokracji” oraz wiceredaktorem PPS–owskiego „Robotnika”. W latach 1942–1943 stał również na czele redakcji pisma „Nowe Drogi”. Po zakończeniu okupacji znalazł się wśród najwyższych władz SD (CK i Rady Naczelnej). W 1945 powrócił na stanowisko redaktora naczelnego „Epoki” (pod nazwą „Nowa Epoka”, do 1946). Pracował również w Polskim Radio jako redaktor naczelny oraz szef Rady Programowej (do 1951). W latach 1947–1949 był prezesem Prezydium Wydziału Wykonawczego Związku Zawodowego Dziennikarzy RP. 

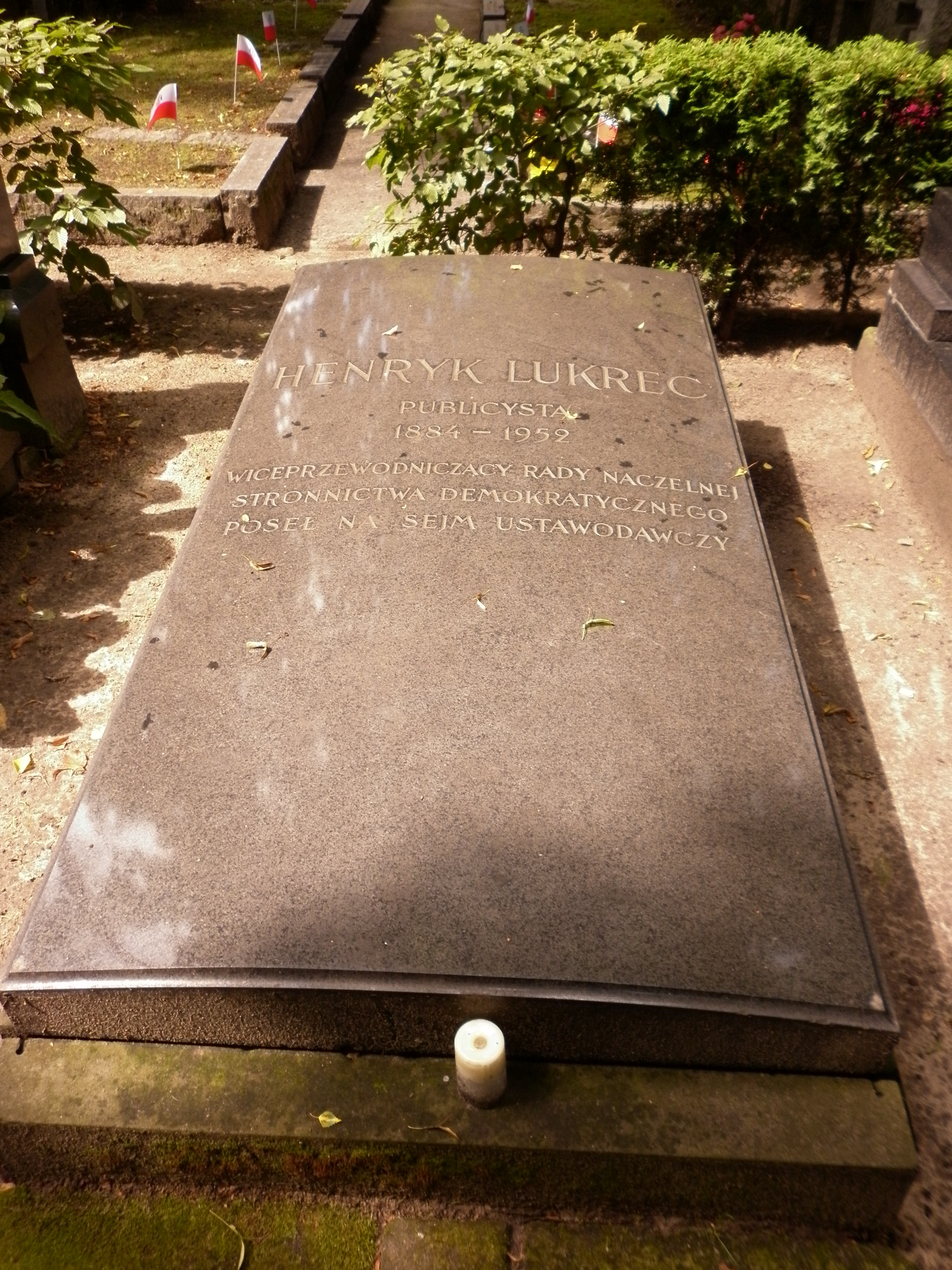
Grób Henryka Lukreca na cmentarzu Wojskowym na Powązkach.

W 1947 uzyskał nominację na stanowisko posła na Sejm Ustawodawczy z listy państwowej tzw. Bloku Demokratycznego. Był jednym z głównych zwolenników kursu prokomunistycznego w łonie SD. 
Został pochowany w Alei Zasłużonych na cmentarzu Wojskowym na Powązkach w Warszawie (kwatera A 26-tuje-21).

## Ordery i odznaczenia
- Krzyż Komandorski Orderu Odrodzenia Polski (pośmiertnie, 15 marca 1952)[5]
- Order Krzyża Grunwaldu III klasy (11 sierpnia 1945)[6]
- Medal Zwycięstwa i Wolności 1945 (dwukrotnie)
- Srebrny Wawrzyn Akademicki (5 listopada 1935)[7]

## Publikacje
- Trybunał filistrów, Warszawa 1913.
- Jan Władysław Dawid. Szkic biograficzny, Warszawa 1933.
- Jan Władysław Dawid, Ostatnie myśli i wyznania, Warszawa 1935 (opracowanie i przedmowa: Henryk Lukrec).